# Piz Barscheinz
Der Piz Barscheinz ⓘ ist ein Felskopf westlich des Julierpasses und nordöstlich von Bivio im Kanton Graubünden in der Schweiz mit einer Höhe von 2616 m ü. M. Er ist ein Gratausläufer des Piz Neir, der nach Süden in einer kurzen Felsstufe abbricht. Der Felskopf wird als Aussichtskanzel oft besucht. Der Name Barscheinz wird 1467 urkundlich erwähnt, dessen Herkunft ist jedoch unbekannt.

## Lage und Umgebung
Der Piz Barscheinz gehört zum Err-Gebiet, einer Untergruppe der Albula-Alpen. Er befindet sich komplett auf Gemeindegebiet von Surses. 
Zu den Nachbargipfeln gehören der Piz Neir im Norden und die Bleis Muntaneala im Westen.
Talort ist Bivio, häufiger Ausgangspunkt Bögia an der Julierpassstrasse.

## Routen zum Gipfel

### Sommerrouten

#### Von Bivio
- Ausgangspunkt: Bivio (1769 m)
- Via: Alp Barscheinz
- Schwierigkeit: EB
- Zeitaufwand: 2¼ Stunden

#### Von Bögia
- Ausgangspunkt: Bögia (1906 m) an der Julierpassstrasse
- Via: Craps
- Schwierigkeit: EB
- Zeitaufwand: 1¾ Stunden

### Winterroute
Im Winter wird der Piz Barscheinz bei sicheren Verhältnissen im Frühling als Verlängerung der Bleis Muntaneala (2452 m) bestiegen. Das Schutzgebiet Craps ist zu beachten!
- Ausgangspunkt: Bivio (1769 m)
- Via: Plaz
- Expositionen: SW
- Schwierigkeit: L+
- Zeitaufwand: 2½ Stunden

## Galerie

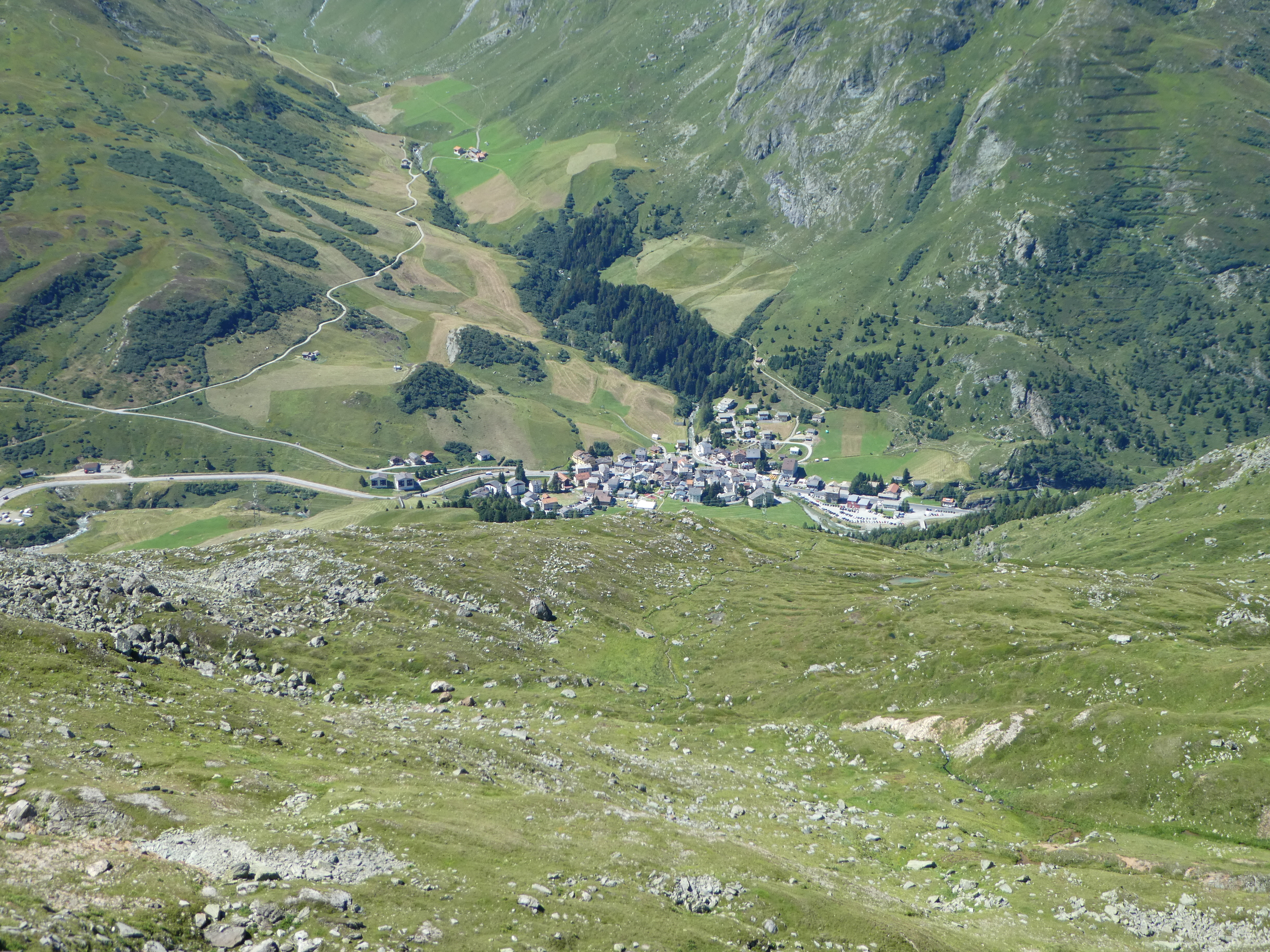
Blick hinunter nach Bivio.
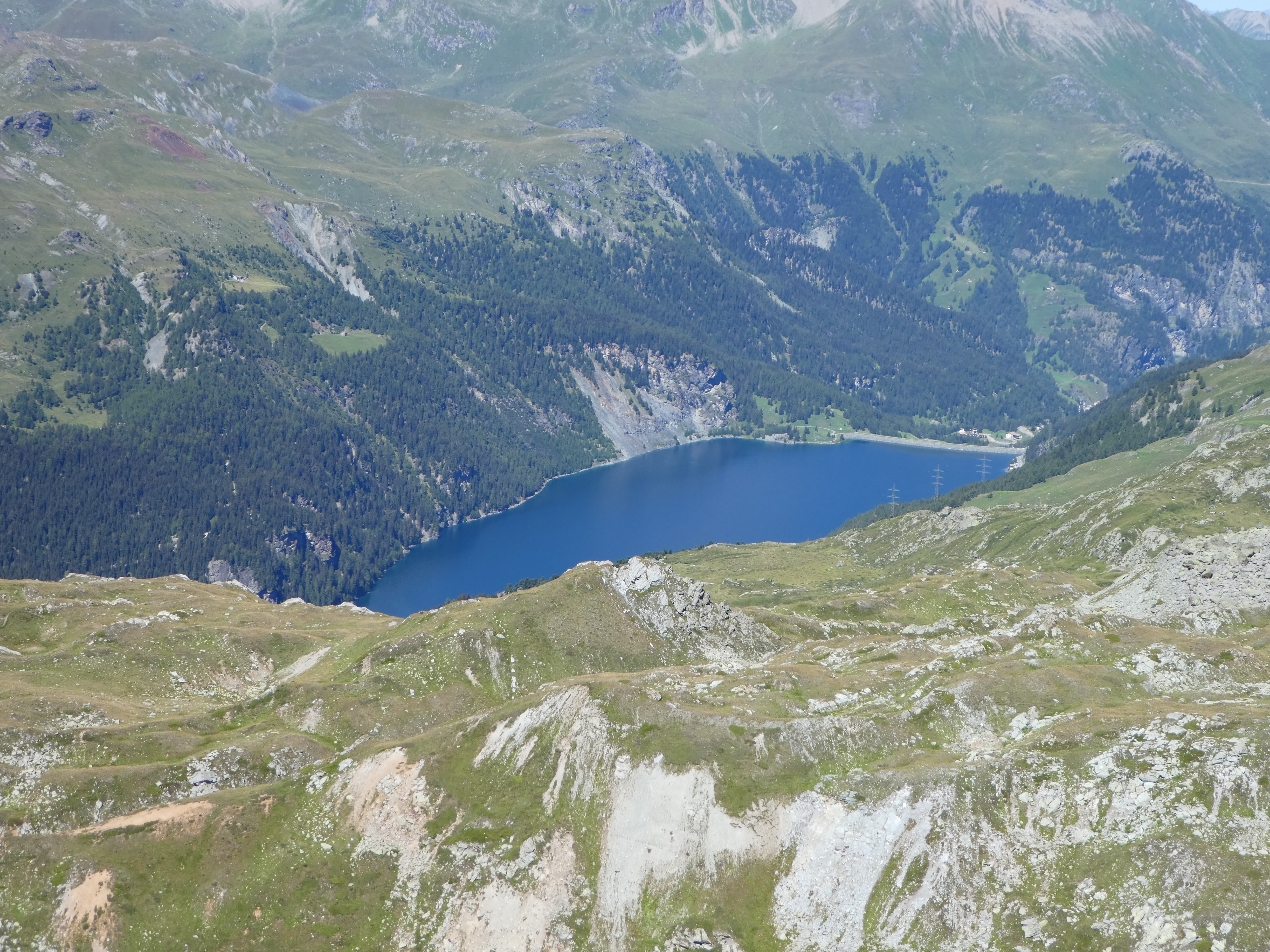
Blick hinunter zum Lai da Marmorera.
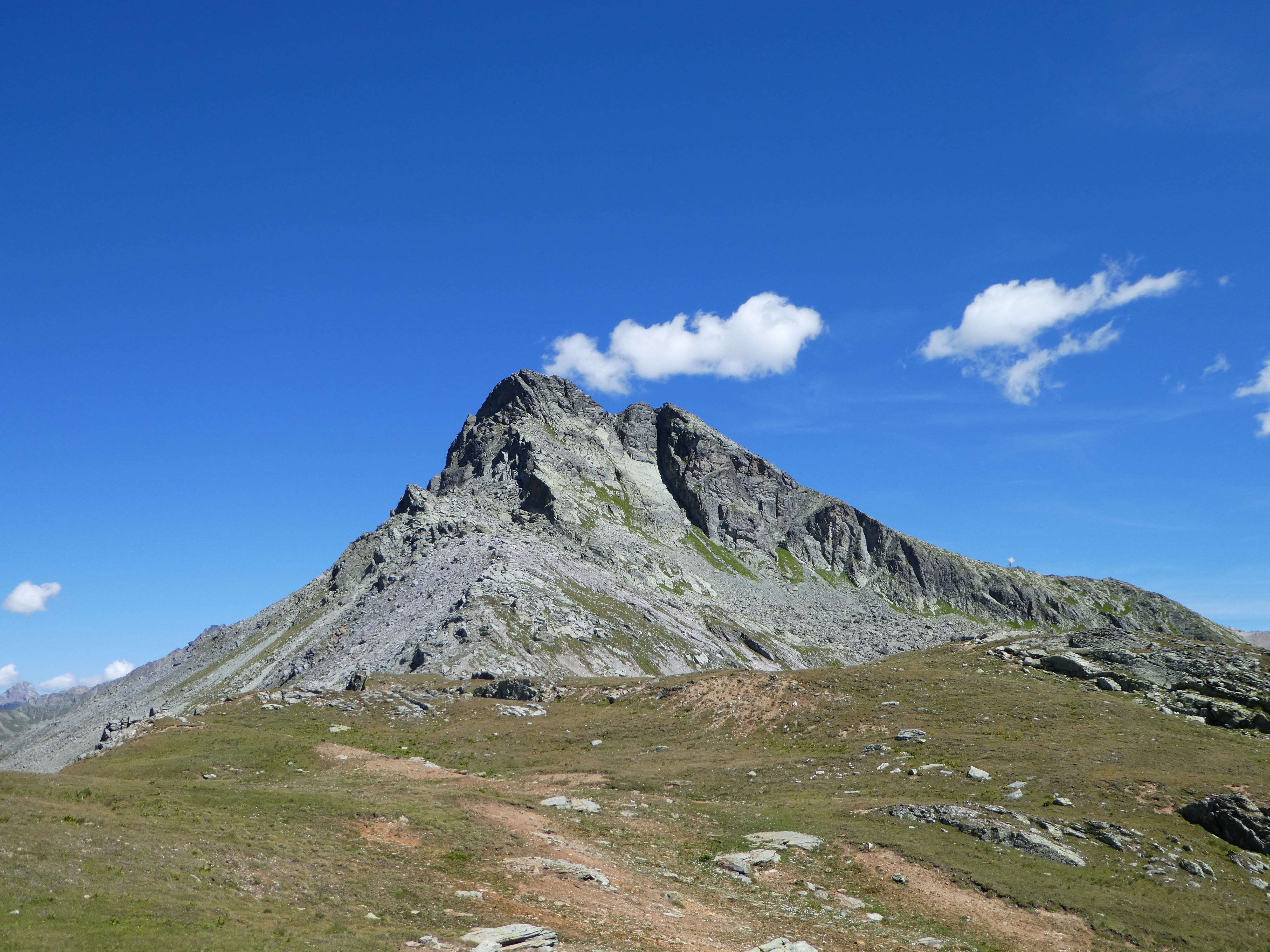
Blick nach Norden zum Piz Neir
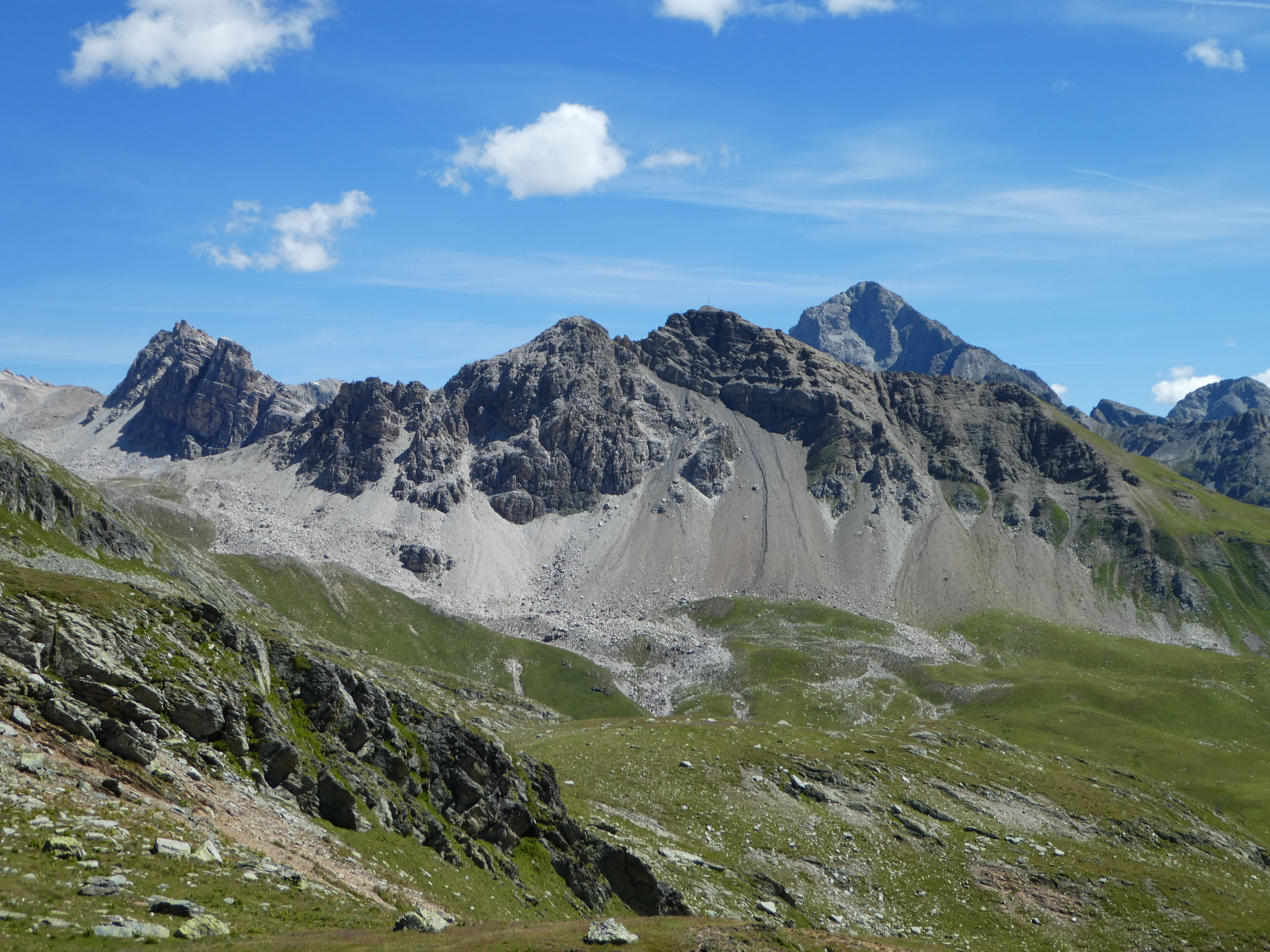
Blick nach Osten zu Piz Bardella und Piz Julier.
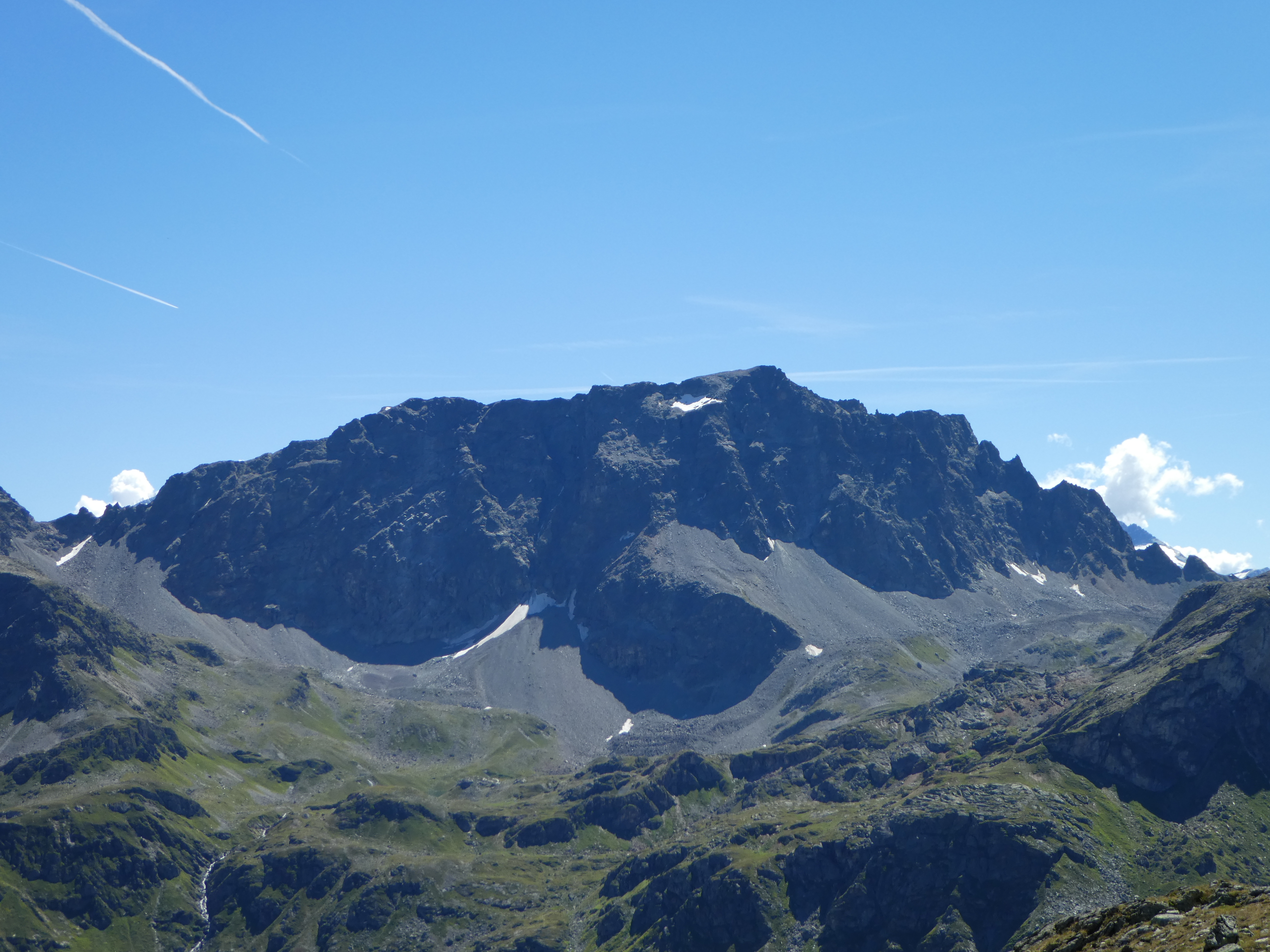
Blick nach Südosten zum Piz Lagrev.
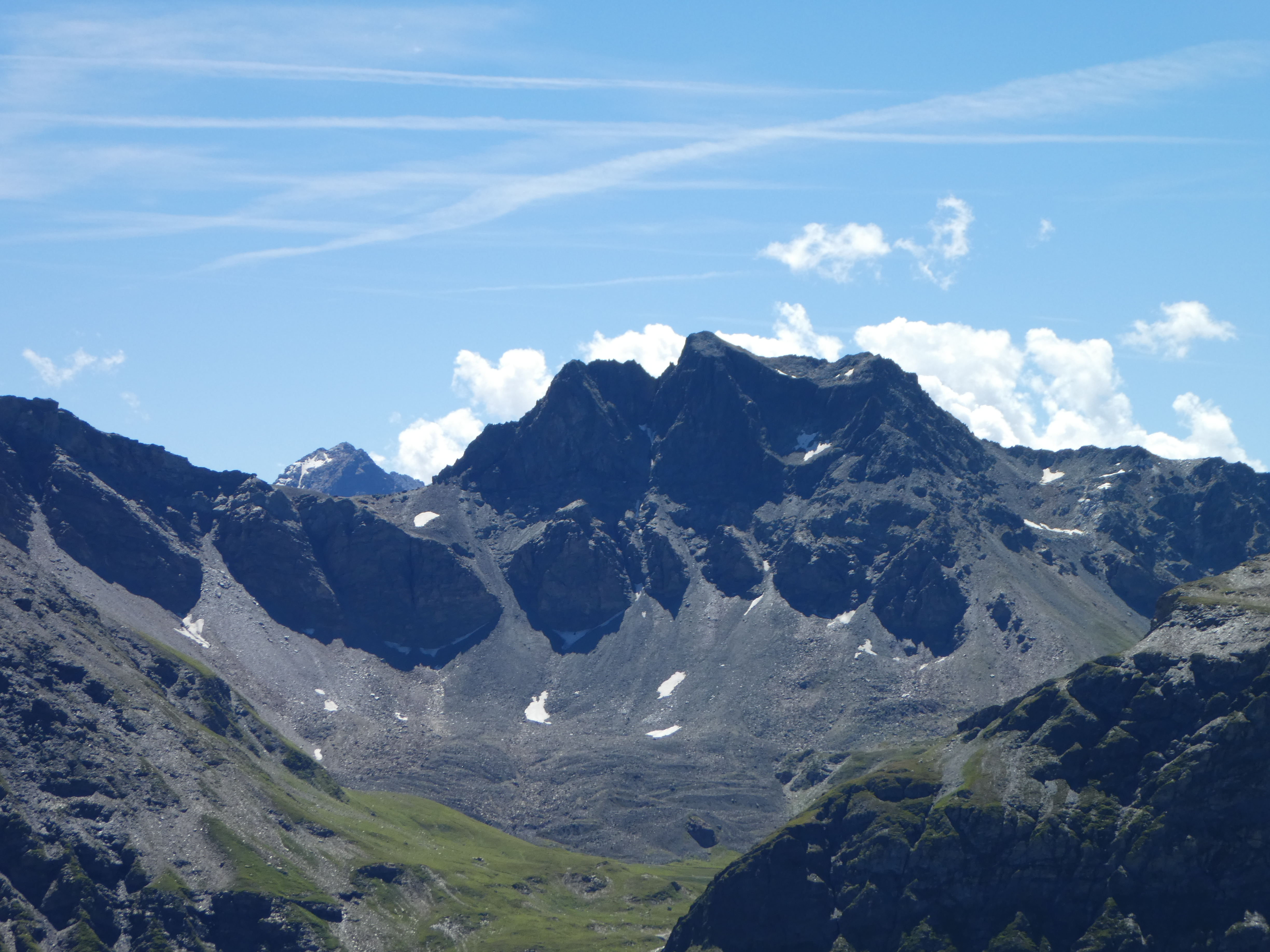
Blick nach Süden zum Piz Materdell und zum Piz Fedoz.
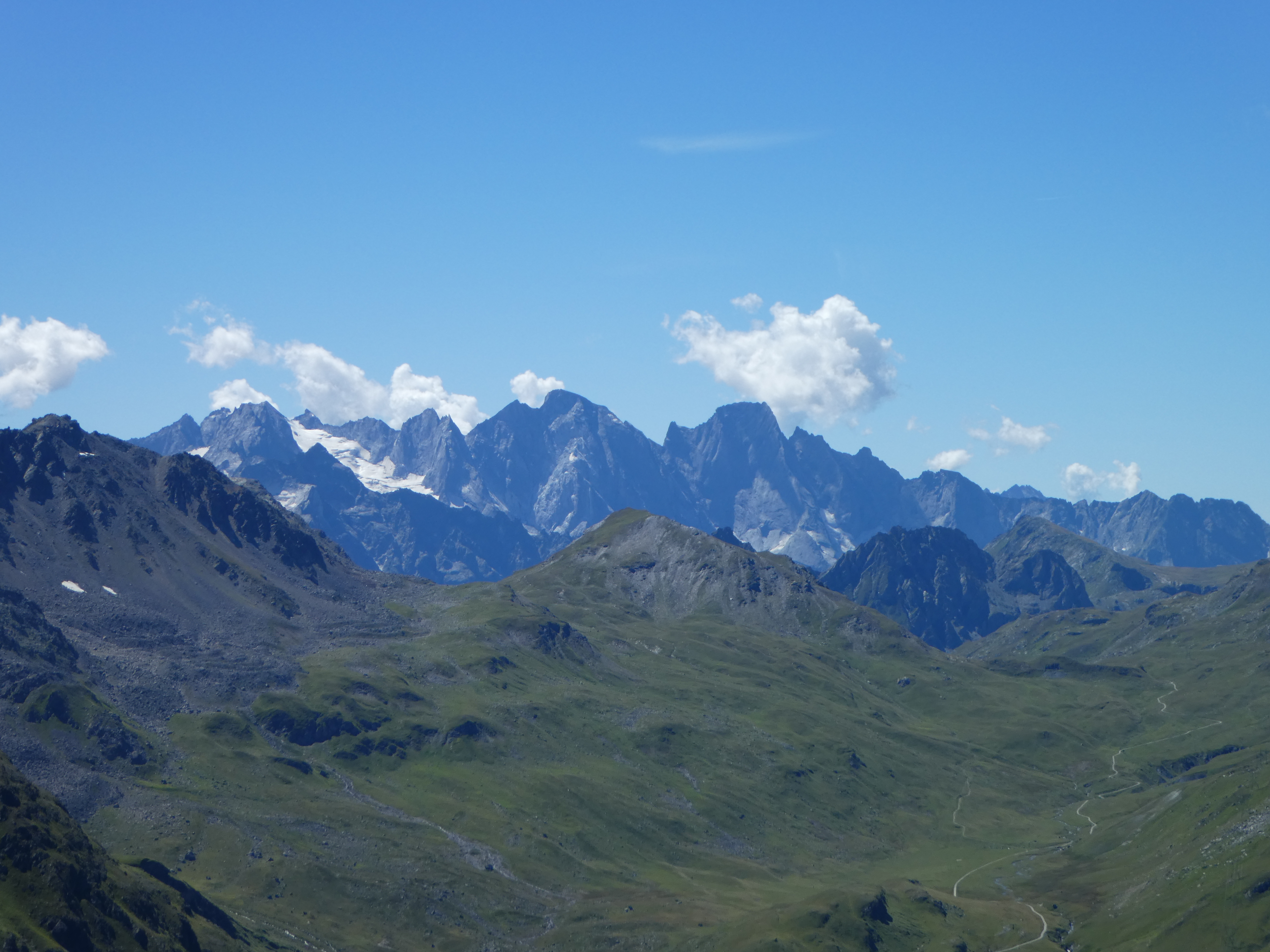
Blick nach Süden zum Piz Badile.
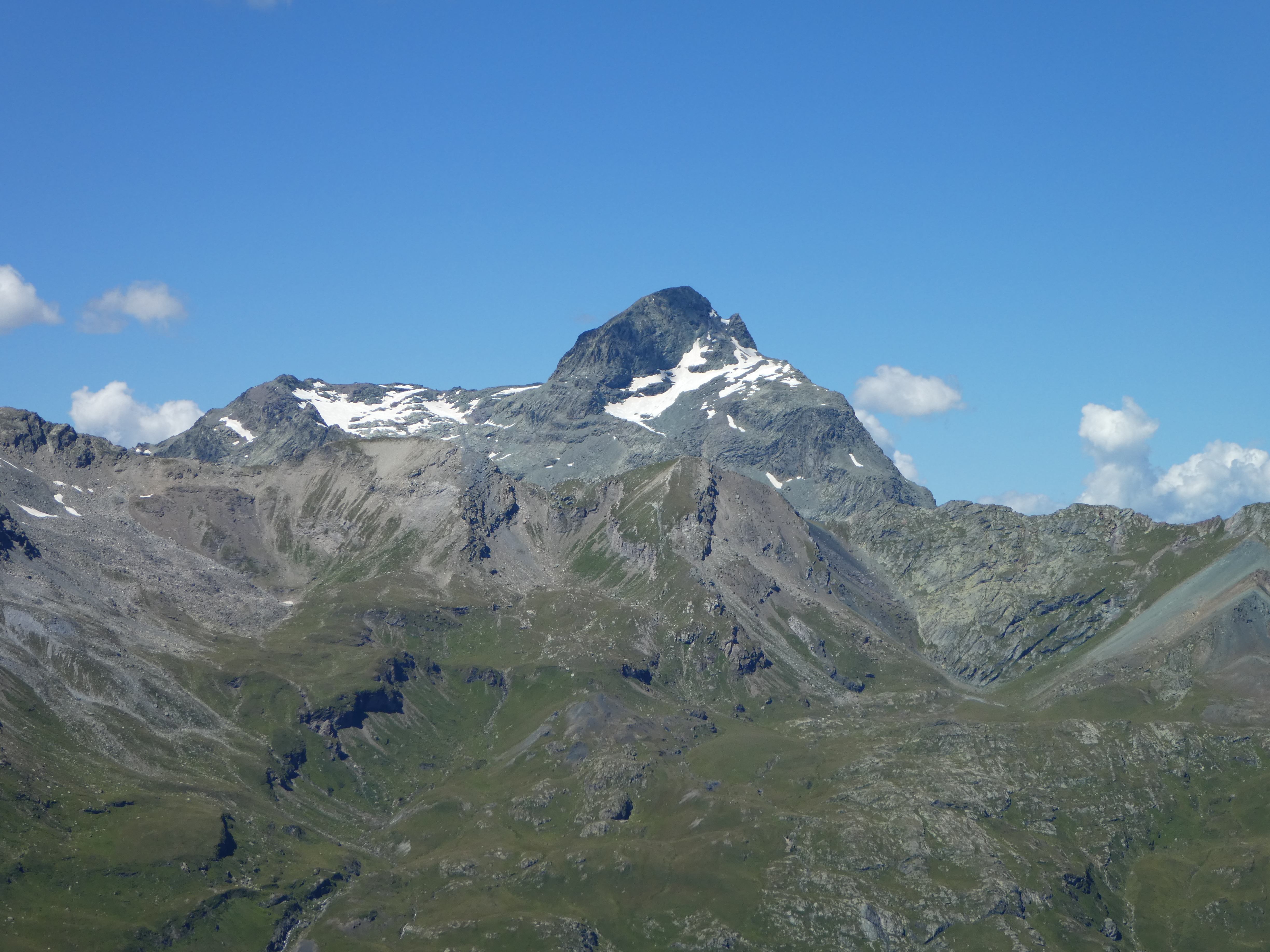
Blick nach Westen zum Piz Platta.
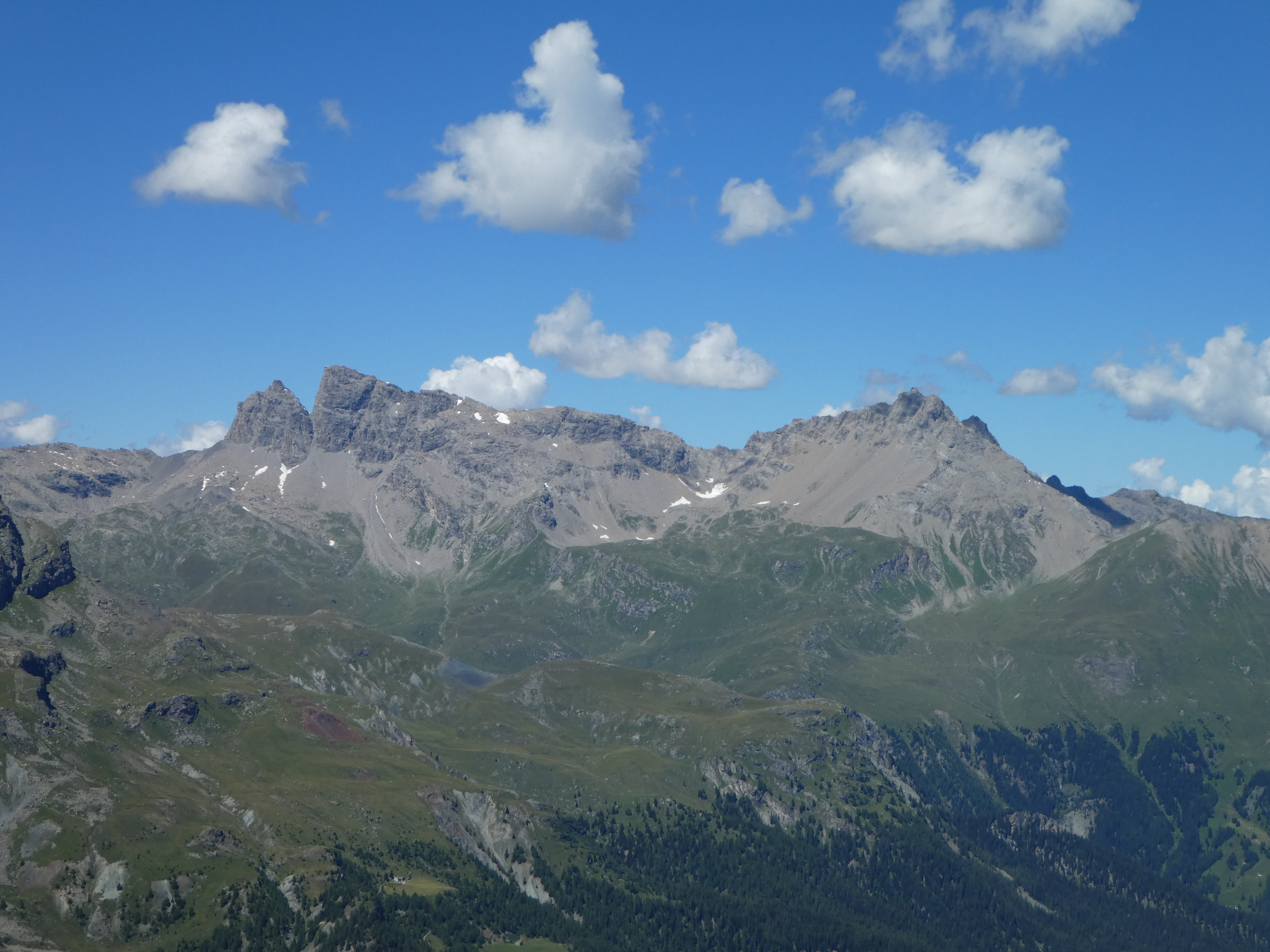
Blick nach Nordwesten zu Piz Forbesch und Piz Arblatsch.